# Височка Ржана
Височка Ржана је насеље Града Пирота у Пиротском округу. Према попису из 2022. било је 9 становника (према попису из 2002. било је 54 становника). Село се налази на Старој планини, на око 26 километара удаљености од Пирота.
Овде се налази Манастир Свете Богородице у Височкој Ржани.

## Прошлост
Место је 1879. године имало 48 кућа са 386 душа. Регистровано је 89 пореских глава, а само четири мушкарца су била писмена. Ржана је током српско-турског рата била једне ноћи опљачкана од стране Бугара, 1885. године. Извештај су саставили јуна 1886. године Ђираманић председник општине Ржанске, Апостол Илић писар општински и мештанин Лука Глишић. Бугари су користећи лоше командовање српских официра ноћу 7. новембра 1885. године опколили Ржану и извршили напад. Командир одељења мајор Марко Милошевић одјури на коњу и остави војску, а ова - две чете се такође извуку из села. Бугарски мајор Пањица је као ратни трофеј у својој канцеларији држао жиг са натписом "Царинарница Ржани, 7.новембар 1885. године". Бугарски кнез Батемберг војни заповедник је једну ноћ преспавао у Ржани, док су војници пљачкали Пирот. Године 1888. ту је радила српска царинарница према Бугарској, са малим приходом. У месту је 1898. године седиште Пограничне жандармерије, са подкомандиром резервним коњичким поручником Михаилом Лазићем. Постоји 1901. године у Нишавском округу, општина Високо-ржанска са селима Висока Ржана (седиште), Реовци и Росомача.
У Ржани у Нишавском срезу је радила само мушка школа. Учитељица Надежда Зебић ради у њој 1898. године. Ржански учитељ Јовановић је живео и радио врло бедно и у оскудици. Тако је 1903. године морао неколико дана да гори славску свећу, у недостаку друге. А три пута је пуштао по неколико дана на принудни одмор јер није било огрева у школи. Милан Јовановић је 1900-1904. године био учитељ у месној школи. Остали учитељски кадрови су били: Драгутин Ковачевић (1907), Љубомир Момчиловић (до 1910), Тихомир Ивљанин (до 1909), Драгутин Цанић (1909-1910), Борислав Илић (1911), Живојин Кокић (1912), Александар Момчиловић (1912). Јула 1938. године отворено је друго одељење у ржанској основној школи.

## Демографија
У насељу Височка Ржана живи 54 пунолетна становника, а просечна старост становништва износи 72,6 година (71,8 код мушкараца и 73,4 код жена). У насељу има 34 домаћинства, а просечан број чланова по домаћинству је 1,56.
Ово насеље је у потпуности насељено Србима (према попису из 2002. године).
|  |

| Демографија | Демографија | Демографија |
| Година      | Становника  | Становника  |
| ----------- | ----------- | ----------- |
| 1948.       | 561         |             |
| 1953.       | 580         |             |
| 1961.       | 516         |             |
| 1971.       | 301         |             |
| 1981.       | 144         |             |
| 1991.       | 101         | 101         |
| 2002.       | 54          | 54          |
| 2011.       | 23          |             |

| Етнички састав према попису из 2002.‍ | Етнички састав према попису из 2002.‍ | Етнички састав према попису из 2002.‍ | Етнички састав према попису из 2002.‍ | Етнички састав према попису из 2002.‍ |
| ------------------------------------ | ------------------------------------ | ------------------------------------ | ------------------------------------ | ------------------------------------ |
|                                      |                                      |                                      |                                      |                                      |
| Срби                                 | Срби                                 |                                      | 54                                   | 100,0%                               |
| непознато                            | непознато                            |                                      | 0                                    | 0,0%                                 |

| \| \| м \| \| \| ж \| \| ? \| 0 \| \| \| 0 \| \| 80+ \| 3 \| \| \| 3 \| \| 75—79 \| 7 \| \| \| 7 \| \| 70—74 \| 7 \| \| \| 12 \| \| 65—69 \| 7 \| \| \| 2 \| \| 60—64 \| 0 \| \| \| 2 \| \| 55—59 \| 0 \| \| \| 1 \| \| 50—54 \| 1 \| \| \| 1 \| \| 45—49 \| 0 \| \| \| 0 \| \| 40—44 \| 0 \| \| \| 0 \| \| 35—39 \| 1 \| \| \| 0 \| \| 30—34 \| 0 \| \| \| 0 \| \| 25—29 \| 0 \| \| \| 0 \| \| 20—24 \| 0 \| \| \| 0 \| \| 15—19 \| 0 \| \| \| 0 \| \| 10—14 \| 0 \| \| \| 0 \| \| 5—9 \| 0 \| \| \| 0 \| \| 0—4 \| 0 \| \| \| 0 \| \| Просек : \| 71,8 \| \| \| 73,4 \| |      |  |  |      |
| |      |  |  |      |
| | м    |  |  | ж    |
| ? | 0    |  |  | 0    |
| 80+ | 3    |  |  | 3    |
| 75—79 | 7    |  |  | 7    |
| 70—74 | 7    |  |  | 12   |
| 65—69 | 7    |  |  | 2    |
| 60—64 | 0    |  |  | 2    |
| 55—59 | 0    |  |  | 1    |
| 50—54 | 1    |  |  | 1    |
| 45—49 | 0    |  |  | 0    |
| 40—44 | 0    |  |  | 0    |
| 35—39 | 1    |  |  | 0    |
| 30—34 | 0    |  |  | 0    |
| 25—29 | 0    |  |  | 0    |
| 20—24 | 0    |  |  | 0    |
| 15—19 | 0    |  |  | 0    |
| 10—14 | 0    |  |  | 0    |
| 5—9 | 0    |  |  | 0    |
| 0—4 | 0    |  |  | 0    |
| Просек : | 71,8 |  |  | 73,4 |

| Година пописа     | 1948. | 1953. | 1961. | 1971. | 1981. | 1991. | 2002. |
| ----------------- | ----- | ----- | ----- | ----- | ----- | ----- | ----- |
| Број домаћинстава | 98    | 105   | 124   | 94    | 62    | 51    | 34    |

| Број чланова      | 1  | 2  | 3 | 4 | 5 | 6 | 7 | 8 | 9 | 10 и више | Просек |
| ----------------- | -- | -- | - | - | - | - | - | - | - | --------- | ------ |
| Број домаћинстава | 18 | 14 | 1 | 1 | 0 | 0 | 0 | 0 | 0 | 0         | 1,56   |

| Пол    | Укупно | Неожењен/Неудата | Ожењен/Удата | Удовац/Удовица | Разведен/Разведена | Непознато |
| ------ | ------ | ---------------- | ------------ | -------------- | ------------------ | --------- |
| Мушки  | 26     | 1                | 17           | 8              | 0                  | 0         |
| Женски | 28     | 0                | 18           | 10             | 0                  | 0         |
| УКУПНО | 54     | 1                | 35           | 18             | 0                  | 0         |

| Пол    | Укупно                    | Пољопривреда, лов и шумарство | Рибарство                            | Вађење руде и камена | Прерађивачка индустрија       |
| ------ | ------------------------- | ----------------------------- | ------------------------------------ | -------------------- | ----------------------------- |
| Мушки  | 2                         | 0                             | 0                                    | 0                    | 0                             |
| Женски | 1                         | 0                             | 0                                    | 0                    | 0                             |
| Укупно | 3                         | 0                             | 0                                    | 0                    | 0                             |
|        |                           |                               |                                      |                      |                               |
| Пол    | Производња и снабдевање   | Грађевинарство                | Трговина                             | Хотели и ресторани   | Саобраћај, складиштење и везе |
| Мушки  | 0                         | 0                             | 1                                    | 0                    | 0                             |
| Женски | 0                         | 1                             | 0                                    | 0                    | 0                             |
| Укупно | 0                         | 1                             | 1                                    | 0                    | 0                             |
|        |                           |                               |                                      |                      |                               |
| Пол    | Финансијско посредовање   | Некретнине                    | Државна управа и одбрана             | Образовање           | Здравствени и социјални рад   |
| Мушки  | 0                         | 0                             | 0                                    | 0                    | 0                             |
| Женски | 0                         | 0                             | 0                                    | 0                    | 0                             |
| Укупно | 0                         | 0                             | 0                                    | 0                    | 0                             |
|        |                           |                               |                                      |                      |                               |
| Пол    | Остале услужне активности | Приватна домаћинства          | Екстериторијалне организације и тела | Непознато            | Непознато                     |
| Мушки  | 1                         | 0                             | 0                                    | 0                    | 0                             |
| Женски | 0                         | 0                             | 0                                    | 0                    | 0                             |
| Укупно | 1                         | 0                             | 0                                    | 0                    | 0                             |